# Телефон
Телефо́н (от др.-греч. τῆλε «далеко» + φωνή «голос», «звук») — аппарат, имеющий трубку и сигнальное устройство для вызова, предназначенный для передачи речи с помощью электрических сигналов. Термин «телефон» используется как для обозначения такого аппарата, так и в качестве названия вида электросвязи. 
Область науки и техники, изучающая и разрабатывающая аппаратуру и принципы телефонной связи, называется телефония. 
Телефонная связь между телефонными аппаратами осуществляется по линиям проводной и радиосвязи. Разговоры по телефону имеют специфику, обусловленную отсутствием части факторов общения (мимика, жесты и т. д.) и увеличением роли других факторов (интонация, темп речи и четкость произношения и т. д.). 

## История
Изобретению устройства, которое для передачи и приёма звука использовало бы свойства электричества, — того телефона, который сейчас и используется, — предшествовало появление электрического телеграфа и его успешное применение в течение первой половины XIX века.

### Антонио Меуччи
В 1860 году естествоиспытатель Антонио Меуччи опубликовал статью в итальянской газете Нью-Йорка, в которой рассказал о своём изобретении, способном передавать звуки по электрическим проводам. Свой аппарат Меуччи назвал Teletrofono. 28 декабря 1871 года он подал заявку в Патентное Бюро США на изобретение телефона. Это была заявка-уведомление, которая предполагала право на изобретение в течение 1 года и возможность полноценно запатентовать устройство на 17 лет. Он смог показать своё изобретение вице-президенту «American District Telegraph Company» мистеру Гранту. Антонио снабдил его чертежами, рассказал о своём устройстве, и тот пообещал помочь. Два года Антонио обивал пороги Гранта, а тот отделывался обещаниями, после чего объявил, что чертежи были утеряны и помочь он ничем не может. Антонио не смог найти инвесторов для своего предприятия. 3 года Антонио Меуччи продлевал заявку, в 1874 году уже не стал этого делать.

### Филипп Рейс
В 1861 году немецкий физик и изобретатель Иоганн Филипп Рейс продемонстрировал другое устройство, которое также могло передавать музыкальные тона и человеческую речь по проводам. Аппарат имел микрофон оригинальной конструкции, источник питания (гальваническую батарею, или — «местную батарею» МБ) и динамик. Сам Рейс назвал сконструированное им устройство Telephone.

### Александр Белл
Долгое время Александр Белл (1847—1922) работал над созданием мультиплексного телеграфа, и в ходе опытов к нему пришла идея создания телефона. 2 июня 1875 года он услышал слабое эхо, доносящееся из телеграфного приемника, и это событие подтолкнуло его к работе в феврале 1876 года над созданием телефона.
Он приказал своему помощнику Томасу Ватсону сделать аппарат для передачи звука, и на следующий день был готов прототип телефона. Аппарат, испытанный 3 июня 1875 года, работал очень плохо и не мог служить для устойчивой связи. Томас Ватсон назвал этот телефон «горьким разочарованием», а историки связи и коллекционеры прозвали его виселицей за характерную форму.
Тем не менее опыты продолжались. Поверенный Александра Белла подал заявку в Патентное Бюро на свое изобретение 14 февраля 1876 года. В этот же день поверенный изобретателя Элиша Грея из Чикаго подал предварительную заявку на «Устройство для передачи и приёма вокальных звуков телеграфным способом». По этому случаю были многочисленные споры о том, кто первый изобрёл телефон.
7 марта 1876 года Александром Беллом был получен патент на изобретение телефона. Впоследствии этот патент назовут «самым дорогим патентом в истории». 10 марта 1876 года Александр Белл и его помощник Томас Ватсон успешно испытали телефонный аппарат.
25 июня 1876 года Александр Белл впервые продемонстрировал свой телефон на первой Всемирной электротехнической выставке в Филадельфии. Он удостоился внимания бразильского императора Педру II и великого английского физика лорда Кельвина (William Thomson).

### Эймос Эмерсон Долбеар
Профессор Долбеар тоже ставил опыты с передачей звука по проводам. После Филадельфийской выставки мистер Персиваль Ричардс (Percival D. Richards) попросил его поучаствовать в опытах Белла.
Уже тогда он использовал постоянные магниты в своих устройствах. Что же касается Белла, то его жидкостный передатчик 1876 года мог служить лишь для потехи, ведь даже на небольшом расстоянии он передавал лишь едва уловимые звуки.
Когда Эмерсон приехал в Гарвардскую обсерваторию на испытания устройства Белла, он уговорил добавить электромагнит для усиления вибрации мембраны. Профессор Долбеар писал в дневнике, что до этого в аппарате Белла была батарея из 15 элементов Грове, и Александр Белл стал убирать один элемент за другим. Устройство продолжало свою работу, и когда оно продолжило работу с питанием только от одного элемента, Александр Белл пустился в пляс, заявив, что теперь он знает, как нужно делать телефоны.
15 января 1877 года представитель Александра Белла подал заявку на патент нового телефона, который мог работать и без батареи, и 30 января 1877 года был выдан американский патент № 186.787. Эмерсон был возмущён тем, что его устройство было запатентовано без его уведомления, и требовал объяснений, но никаких объяснений не получил и стал одним из оппонентов Белла.

### Совершенствование телефонного аппарата
B 1877 году изобретатель Ваден применил для вызова абонента телеграфный ключ, который замыкал цепь звонка (позднее ключ был заменён кнопкой). В том же году петербургский завод немецкой фирмы «Сименс и Гальске» начал изготавливать телефонные аппараты с двумя телефонными трубками: одна для приёма, другая — для передачи речи.
B 1878 году русский электротехник П. M. Голубицкий применил в телефонных аппаратах конденсатор и разработал первый русский телефон оригинальной конструкции, в котором было применено несколько постоянных магнитов. В 1885 году Голубицкий разработал систему централизованного питания микрофонов телефонных аппаратов (система ЦБ — «центральная батарея»).

В 1877—1878 годах Томас Эдисон предложил использовать в угольных микрофонах вместо угольного стержня угольный порошок, то есть изобрёл угольный микрофон с угольным порошком, который практически без изменений широко использовался до начала 1990-х годов, а в некоторых местах работает до сих пор.
Первые телефоны были напрямую связаны друг с другом из офиса или резиденции одного клиента в другом месте клиента. Будучи неудобными за пределами нескольких клиентов, эти системы были быстро заменены ручными центробежными распределительными щитами. Это привело к появлению стационарной телефонной связи, в которой каждый телефон соединён парой выделенных проводов с местной коммутационной системой центрального офиса, которая перешла в полностью автоматизированные системы, начиная с начала 1900-х годов. Для большей мобильности были разработаны различные радиосистемы для передачи между мобильными станциями на судах и автомобилях в середине XX века. Ручной мобильный телефон был введён для личного обслуживания в 1973 году.
Прорывом в области создания междугородней телефонной связи стало изобретение русского военного связиста Г. Г. Игнатьева. В 1879—1880 он первым в мире разработал систему одновременного телеграфирования и телефонирования по одному и тому же проводу, с разделением частот телефонного и телеграфного сигнала. Это позволило использовать для телефонной связи уже имеющиеся телеграфные линии. В 1881 году первая линия системы Игнатьева соединила две военные части, находившиеся друг от друга на расстоянии 14,5 км. Применение конденсаторного телефона П. М. Голубицкого и «двойного микрофона» системы Е. А. Гвоздева позволили установить телефонную связь по телеграфным линиям, расположенным между Петербургом и Москвой, а также вдоль всех железных дорог. Междугородняя телефонная связь между двумя столицами была впервые установлена в 1889 году, а спустя 9 лет, 31 декабря 1898 года, открылась постоянная стационарная телефонная линия Москва — Петербург. В 1883 году подобную систему телефонной и телеграфной связи по одному проводу пытался разрабатывать бельгийский инженер Ф. ван Риссельберг. Однако проведённое в 1887 году сравнительное исследование системы Игнатьева и системы Риссельберга показали явные преимущества российской разработки.
Уже вскоре после изобретения телефона были предприняты попытки организовать вещание по телефонным проводам для абонентов (телефонная газета и театрофон). Позже эту технологию вытеснило радиовещание.
Первый коммерческий телефонный разговор между Нью-Йорком и Лондоном произошёл 7 января 1927 по трансатлантическому телефонному кабелю. СССР был подключён к Нью-Йорку через этот кабель 14 апреля 1936 года. Первый звонок состоялся между наркомом связи и дежурным телефонно-телеграфной компании Нью-Йорка. Общение проходило на общепринятом на международных телефонных линиях французском языке.
Во время Карибского кризиса была создана прямая линия между СССР и США.
История дальнейшего развития телефона включает в себя электретный микрофон, наконец окончательно заменивший угольный, громкую связь, тоновый набор, цифровое сжатие звука. Новые технологии: IP-телефония, ISDN, DSL, сотовая связь, DECT.

## Особенности первых телефонных аппаратов
Поскольку прямого соединения с нужным абонентом, а равно и набора номера в первые десятилетия телефонной связи не существовало и поскольку телефонные станции начала XX века были ручными, первые телефонные аппараты вместо номеронабирателя имели рукоятку индуктора, которую надо было вращать и с помощью которой производился вызов абонентом оператора телефонной станции с просьбой соединить с таким-то абонентом («Барышня, соедините, пожалуйста, меня с…»), далее назывался абонент, а позже просто его телефонный номер.
С изобретением АТС (1889) был изобретён и дисковый номеронабиратель (1892). В СССР АТС появились в 1920-е годы, появилась возможность прямого соединения с абонентом, дисковые номеронабиратели оставались в обиходе до 1990-х годов, а в отдельных местах продолжают использоваться и сейчас.
Кнопочные номеронабиратели появились впервые в США в 1950-х годах.
В СССР в 1970 году начался выпуск приставки к телефонному аппарату (обеспечивавшей возможность набора до 30 находящихся в памяти номеров нажатием на кнопку — их изготавливал Пермский телефонный завод).

Первые телефонные номера состояли из двух-трёх цифр, но по мере роста количества абонентов число цифр телефонного номера росло. В частности, в Москве в 1930-х годах были пятизначные телефонные номера, с 1940-х шестизначные, а с 30 июля 1968 года — семизначный план нумерации. Сегодня телефонные номера, состоящие из трёх-четырёх цифр, используются, в основном, во внутренних телефонных станциях крупных промышленных предприятий или учреждений.

## Современность

### Радиотелефон
Представляют собой систему, состоящую из базы, к которой подключаются аналоговые или цифровые абонентские линии от АТС, и одной или нескольких беспроводных трубок, которые могут как связываться между собой, так и звонить по внешним линиям.
Могут использовать различные виды модуляции. Работают на разных частотах. Раньше выпускались только аналоговые аппараты с несущей частотой несколько десятков мегагерц, которые были подвержены искажениям и, в основном, были оснащены только одной трубкой.
Затем в продаже появились телефоны с несущей частотой 900 МГц и цифровым кодированием сигнала; у них качество звука лучше, увеличена дальность надёжной работы и исключено случайное подслушивание разговора.
Следующим шагом были телефоны с несущей частотой 2,4 ГГц. Эти аппараты иногда делали с несколькими трубками, увеличена дальность связи и качество звука.
В последнее время[когда?] в продаже появились телефоны с несущей частотой 5,8 ГГц, имеющие дальность связи иногда достаточную, чтобы работать в пределах квартала с хорошим качеством звука без взаимных помех в квартирах; часто позволяют подключать несколько трубок.
В современных радиотелефонах наиболее популярным является использование протокола DECT (англ. Digital Enhanced Cordless Telecommunication) — технологии беспроводной связи на частотах 1880—1900 МГц с модуляцией GMSK (BT = 0,5). Радиус действия 50—300 метров. Стандарт DECT не только получил широчайшее распространение в Европе, но и является наиболее популярным стандартом беспроводного телефона в мире, благодаря простоте развёртывания DECT-сетей, широкому спектру пользовательских услуг и высокому качеству связи.

### ISDN
Система, призванная повысить качество телефонной связи и позволить мультиплексировать голос и данные на одной абонентской линии. Абонентский интерфейс BRI (англ. basic rate interface) представляет собой два пользовательских ОЦК (B-каналы) и канал сигнализации 16 кбит/с (D-канал), мультиплексированные с разделением по времени.

### Мобильные телефоны

#### Сотовый телефон
Система радиосвязи, направленная на то, чтобы обеспечить пользователя связью в любом месте. Состоит из большого количества базовых станций, связанных между собой центральными коммутаторами и сотовыми телефонами. Сотовый телефон при включении регистрируется на ближайшей базовой станции, и, если на его номер звонят, центральный коммутатор находит телефон и переводит на него вызов через ближайшую базовую станцию.
Во время движения звонок передается от одной базовой станции к другой (handover). Базовые станции называются вышками сотовой связи, существуют микровышки с радиусом вещания 60-100 метров, средние 100—2000 метров и макровышки 2000-10000 метров.

#### Спутниковый телефон
Спу́тниковый телефо́н — мобильный телефон, передающий информацию напрямую через специальный коммуникационный спутник. В зависимости от оператора связи, областью охвата может быть или вся Земля, или только отдельные регионы. Связано это с тем, что используются либо низколетящие спутники, которые при достаточном количестве покрывают зоной охвата всю Землю, либо спутники на геостационарной орбите, где они не двигаются относительно Земли и не «видят» её полностью.
По размеру спутниковый телефон сравним с обычным мобильным телефоном, выпущенным в 1980-х — 1990-х годах, но обычно имеет дополнительную антенну. Существуют также спутниковые телефоны в стационарном исполнении. Такие телефоны используются для связи в зонах, где отсутствует сотовая связь.

#### Полевой телефон
Полевой телефон — это вид телефона, предназначенный для эксплуатации в особых условиях и обладающий большой мобильностью в эксплуатации. В первую очередь разрабатывался для организации связи во время боя.
Впервые полевой телефон был использован Германией во время Первой мировой войны, он заменил собой флажковую систему связи и телеграф.

### IP-телефония
Технология, направленная на то, чтобы передавать голос, оцифрованный и сжатый с помощью цифровых методов через сети, построенные на IP-технологии. Например, через Интернет. Позволяет значительно удешевить разговоры на большие расстояния. В числе недостатков — проблема задержки сигнала, связанная с особенностями IP-технологии.
Начиная с 2005 года, использование специализированных программ (например, Skype) сделало IP-телефонию более доступной, хотя и не бесплатной.

## Проблемы

### Телефонное хулиганство и мошенничество
Основная цель телефонного хулиганства — путём подшучиваний и провокаций (троллингом) вызвать у собеседника яркую ответную реакцию — как правило, истерику или ярость. Способов телефонного хулиганства много — «хард» (доведения собеседника до гнева или истерики), «лайт» (шутка вместе с собеседником или разговор по душам), «радиопранк» (розыгрыш ведущих в прямом эфире), «технопранк» (путём грамотной нарезки различных голосов и слитие их в один, причём иногда сказавший фразы и был той самой жертвой), «конференция» (соединение двух и более жертв в конференц-звонок), «пранкмикс» (наложение фраз пранкеров на чужую или им же и написанную музыку), «молчун» (частые звонки и настойчивое молчание в трубку) и другое. К нему также могут относиться сведения о заведомо ложных экстремальных ситуациях (теракте), просьба сделать что-то (передать звонящему на такой-то номер столько-то денег, и причины будут объяснены позже и так далее). Согласно статье 20.1 КоАП РФ, такое поведение считается мелким хулиганством и наказуемо арестом на срок до пятнадцати суток или административным штрафом в размере от пяти до пятнадцати минимальных размеров оплаты труда. Сообщение о ложном теракте наказуемо серьёзнее (по статье 207 УК РФ) и мелким хулиганством уже не считается, но происходит оно реже. Однако на деле службы редко берутся за такие дела, поскольку в данном случае состав преступления отсутствует. Наиболее эффективный вариант — в случае звонка по стационарному телефону установить кассету для записи разговоров и АОН (автоматический определитель номера) и по нему вычислить хозяина. В случае с мобильным можно обойтись лишь звукозаписывающей аппаратурой, однако такой способ менее эффективен из-за того, что хозяин, совершив разговор, может поставить на место сим-карты, использованной в разговоре, новую, и телефон будет невозможно опознать. Кроме того, злоумышленник может при сноровке сделать звонок с чужого телефона, в результате чего под обвинение может попасть невиновный человек. Помимо этого, даже если человек хорошо знаком жертве пранка, она не обязательно сможет его опознать по голосу из-за наличия в настоящем множества программ, искажающих голос звонящего, и некоторому искажению голоса уже при самой передаче голоса, даже если голос не искажается умышленно. В результате под обвинение также может попасть невиновный человек. При частых, но не настойчивых звонках помогает отключение телефона на короткое время, но в случае настойчивых эффективного метода нет. Иными словами, эффективного средства от пранка и телефонного мошенничества не существует и по сей день.

### Телефонная реклама испам
За последнее время в РФ участились случаи навязывания абонентам платных рекламных услуг, бесплатной юридической консультации, услуг стоматологии, поверок водосчетчиков, а также всяких социологических опросов, которые раздражают абонентов, и те связывают прозвоны с тем же мошенничеством с целью похищения персональных данных абонентов, а также вывода из строя водосчетчиков.

### Эхо в трубке
При использовании мобильного или сотового телефона может возникнуть эхо, несколько мешающее разговору, однако возникает оно не из-за обстановки говорящего или собеседника, дающей эхо, а из-за того, что на той стороне голос возвращается через микрофон, причём не всегда быстро (задержка связана с цифровой обработкой сигнала), отчего и возникает эхо. При этом в обычной проводной связи этого не происходит, поскольку эхо возвращается через несколько миллисекунд и сливается с речью. Чаще всего с эхом сражаются с помощью специальных алгоритмов, которые запоминают произнесённые звуки, ищут их в ответном голосе и вычитают из него при нахождении. Впрочем, такие алгоритмы есть не на всех телефонах и не всегда хорошо работают.

## Использование телефона в других целях

### Радиовзрыватель
Сотовый телефон может использоваться в качестве самодельного радиовзрывателя подрывного заряда, который, при звонке на телефон, обеспечивает подрыв взрывчатки при помощи электрического разряда управляемого телефоном.

### Поиск потерянных вещей
Некоторые современные мобильные телефоны (которые имеют Bluetooth v. 4.0) могут работать со специальной меткой, которая по уровню сигнала может определить расстояние до телефона. Эта метка может быть размещена на часто теряемых предметах, и если расстояние превысит, например, несколько метров, то метка и телефон известят об этом (режим «поводок»). Это необходимо, чтобы напомнить человеку, что он забыл флешку, сумку и т. д. Также с телефона можно запросить от метки звуковой отклик (режим «радар»). Метка достаточно компактна для того, чтобы иметь возможность быть прикреплённой, например, к ключам, домашнему животному или положена в карман ребёнку при посещении мест с большим числом людей. Подобные метки — это гаджеты, которые не идут в комплекте с телефонами.

## Телефон в культуре и искусстве
- Каждый вечер в одиннадцать

- Вас вызывает Таймыр (фильм)

- Телефон, сказка Корнея Чуковского

- Телефон, рок-группа, лидером которой был Валерий Сюткин